# Joe Pera
Joseph «Joe» Pera (Búfalo, Nueva York, Estados Unidos; 1980) es un comediante, escritor y actor estadounidense. Conocido por crear y protagonizar Joe Pera Talks with You (2018-2022) de Adult Swim, los especiales de 2016 Joe Pera Talks You to Sleep y Joe Pera Helps You Find the Perfect Christmas Tree, y el especial de 2020 Relaxing Old Footage with Joe Pera.

## Biografía
Pera nació en Búfalo, Nueva York. Estudió cine en el Colegio Ithaca en Ithaca, Nueva York, donde compitió y ganó la competencia stand-up de la universidad tres veces. Pera se graduó del Colegio Ithaca en 2010. Pera se mudó a la ciudad de Nueva York para dedicarse a la comedia.

## Carrera
Pera creó el especial de Adult Swim Joe Pera Talks You to Sleep, que se estrenó el 22 de marzo de 2016. El 21 de diciembre del mismo año, otro especial de Adult Swim titulado Joe Pera Helps You Find the Perfect Christmas Tree se estrenó.
Pera desarrolló una serie de televisión para Adult Swim, que se estrenó el 20 de mayo de 2018, titulada Joe Pera Talks with You.
El 20 de mayo de 2020, el especial de Adult Swim titulado Relaxing Old Footage with Joe Pera se estrenó.
En 2021, Pera publicó un libro llamado A Bathroom Book for People Not Pooping or Peeing but Using the Bathroom, que fue ilustrado por Joe Bennett.

## Filmografía

### Películas
| Año  | Título                                             | Rol                   | Notas                  |
| ---- | -------------------------------------------------- | --------------------- | ---------------------- |
| 2010 | The Knights of Death Metal                         |                       | Cortometraje Director  |
| 2016 | 5 Doctors                                          | Davis                 |                        |
| 2017 | Snowy Bing Bongs Across the North Star Combat Zone | Jim                   |                        |
| 2020 | Birds                                              |                       | Cortometraje Guionista |
| 2023 | Elemental                                          | Fern Grouchwood (voz) |                        |

### Televisión
| Año     | Título                                             | Rol                  | Notas                                                            |
| ------- | -------------------------------------------------- | -------------------- | ---------------------------------------------------------------- |
| 2013-14 | The Chris Gethard Show                             | Zero Fucks Boyd      | 4 episodios                                                      |
| 2014    | New Timers                                         | Myron                | 2 episodios                                                      |
| 2014    | Adam Devine's House Party                          | Él mismo             | Episodio: Non-Stop Dance Party                                   |
| 2015    | The Special Without Brett Davis                    | Joe Palmer, Él mismo | 2 episodios Guionista; episodio: Drac                            |
| 2016    | Joe Pera Talks You to Sleep                        | Él mismo (voz)       | Cortometraje, especial Director, productor ejecutivo y guionista |
| 2016    | Joe Pera Helps You Find the Perfect Christmas Tree | Él mismo             | Cortometraje, especial Productor ejecutivo y guionista           |
| 2018-21 | Joe Pera Talks with You                            | Él mismo             | 32 episodios Creador, productor ejecutivo y guionista            |
| 2020    | Relaxing Old Footage with Joe Pera                 | Él mismo (voz)       | Especial Productor ejecutivo y guionista                         |
| 2020    | F is for Family                                    | Alaquippa Ed (voz)   | 6 episodios                                                      |
| 2022    | Search Party                                       | Dr. Inane            | Episodio: Song of Songs                                          |
| 2022    | Bob's burgers                                      | Christopher (voz)    | Episodio: Ferry on My Wayward Bob and Linda                      |

### Series web
| Año  | Título                       | Rol      | Notas                                                 |
| ---- | ---------------------------- | -------- | ----------------------------------------------------- |
| 2014 | Love's A Bitch               | Peter    | Episodio: The Mutual Friend                           |
| 2014 | The Perfect Week             | Él mismo | 7 episodios Director y guionista                      |
| 2014 | The Pancake Breakfast Critic | Él mismo | 3 episodios Director, productor ejecutivo y guionista |
| 2015 | How to Make It in USA        | Él mismo | 9 episodios                                           |
| 2016 | Little Banks on Wall Street  | Greg     | 4 episodios Productor ejecutivo                       |
| 2017 | Girls Are Roommates          | Joe      | 2 episodios                                           |